# Arvernus

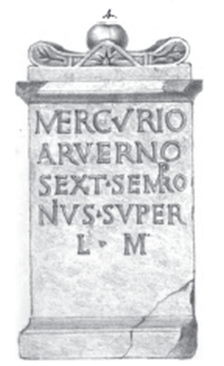
Desenho de um altar para Mercúrio Arvernus encontrado em Gripswald junto com um grupo de altares votivos e relevos dedicados às Matronae

Na religião galo-romana, Arvernus foi um epíteto do Mercúrio gaulês. Embora o nome se refira aos Arvernos, naqueles territórios Mercúrio teve um santuário importante na Puy-de-Dôme e todas as inscrições a Mercúrio Arvernus são encontradas bem mais distantes junto à fronteira renense. O nome também está gravado uma vez como Mercúrio Arvernorix, 'rei dos Arvernos'. Compare também o título Mercúrio Dumiatis ('da Puy-de-Dôme'), encontrada no território dos Arverni . O nome, como o nome dos Arvernos e da Auvérnia, parece derivar de um componente adjetivo proto-céltico *φara-werno-s ‘em frente do amieiros.’[carece de fontes?]